# Скрипучая беседка
Скрипучая беседка (Китайская беседка) — экзотический павильон (каприз) в Царском Селе на границе между пейзажной частью Екатерининского парка и Подкапризовой дорогой, сразу за которой находится Китайская деревня. Находится в городе Пушкин под Санкт-Петербургом.

## Название
На кровле беседки укреплён флюгер в виде китайского знамени, который при вращении на ветру издаёт громкий скрип: этим объясняется одно из названий беседки.

## История

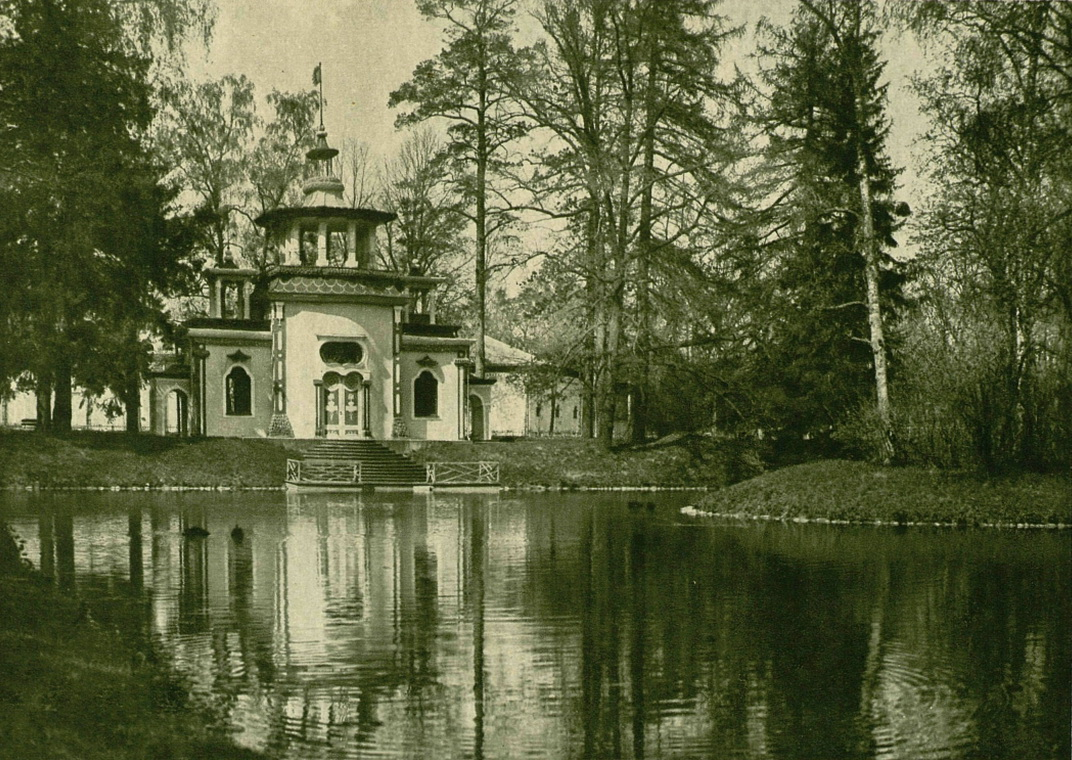
Скрипучая беседка в 1912 году

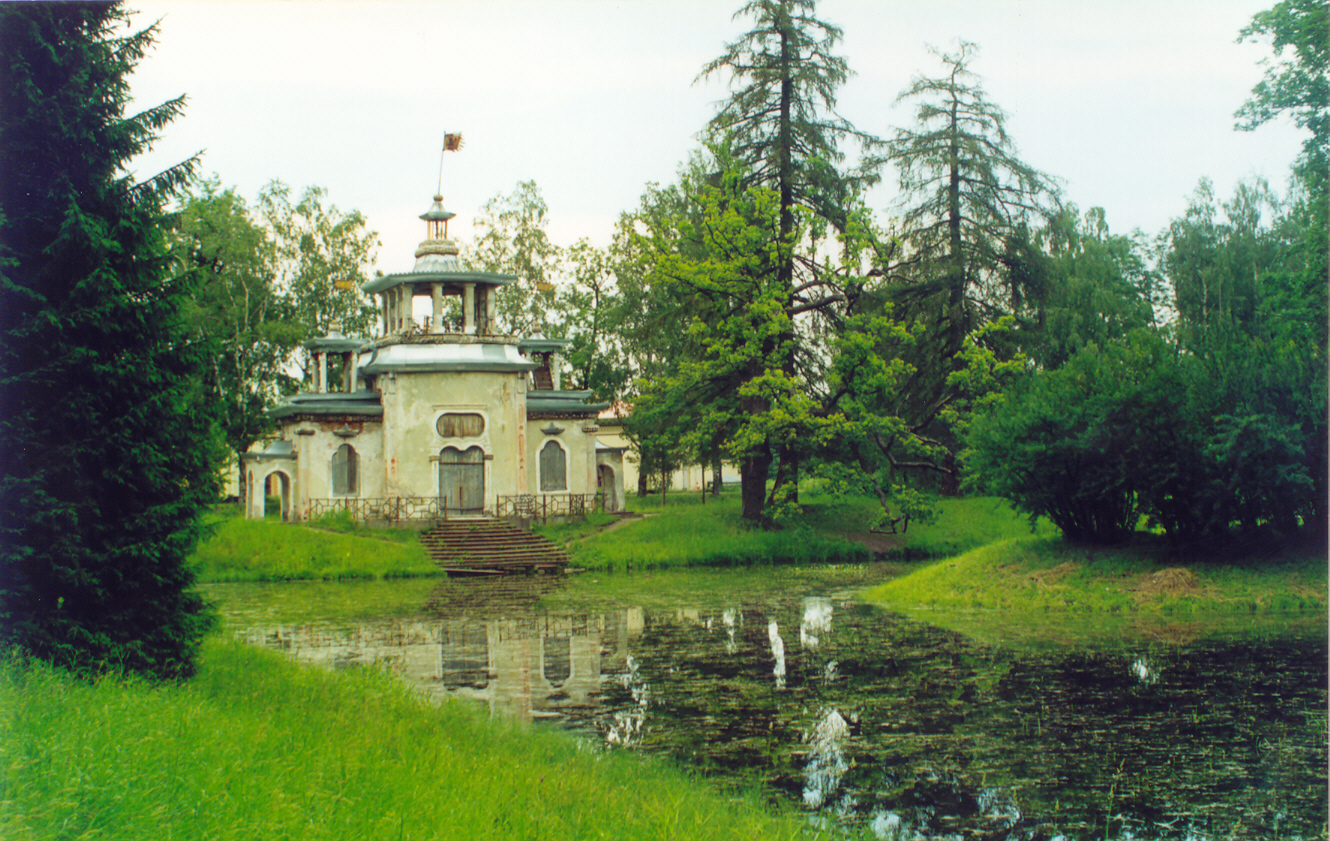
Скрипучая беседка в 2004 году до окончания реставрации.

Увлечённость Екатерины II культурой Китая отразилась в архитектуре целого ансамбля парковых построек, одной из которых является Китайская Скрипучая беседка. Подобные беседки в китайских садах использовались как чайные домики, павильоны для наблюдения за восходом солнца или даже для рыбной ловли.
Возведение павильона началось в одно время со строительством Китайской деревни и велось с 1778 по 1786 год. Беседка была сооружена по проекту архитектора Юрия Матвеевича Фельтена (или Антонио Ринальди); работы велись под руководством Ильи Васильевича Неелова.
На рубеже XIX—XX веков беседка утратила красоту расписных стен и некоторые декоративные украшения.
Скрипучая беседка сильно пострадала в годы Второй мировой войны, но к 1956 году была восстановлена. Реставраторы выполнили большой объём работ по деревянной резьбе, граниту, мрамору (А. В. Трескин), по новым эскизам воссоздали многое из утраченного. Заново были написаны плафоны центрального зала и верхних беседок, изготовлены фигурки драконов по углам и водомёты в виде драконьих голов. Произвольный набор иероглифов на входных дверях заменили китайской надписью «Добро пожаловать». Но постепенно беседка снова начала ветшать под воздействием природных факторов.
Работы над новым проектом реставрации начались в 1992 году, к которым приступили лишь в 1997 году из-за финансовых трудностей в бюджете государственном и музейном. Кровлю сменили на новую из оцинкованного железа, а когда дело дошло до восстановления фигурок драконов, устаревший проект 1992 года пришлось пересмотреть. К 300-летию Царского Села Скрипучую беседку полностью реставрировали.

## Архитектура

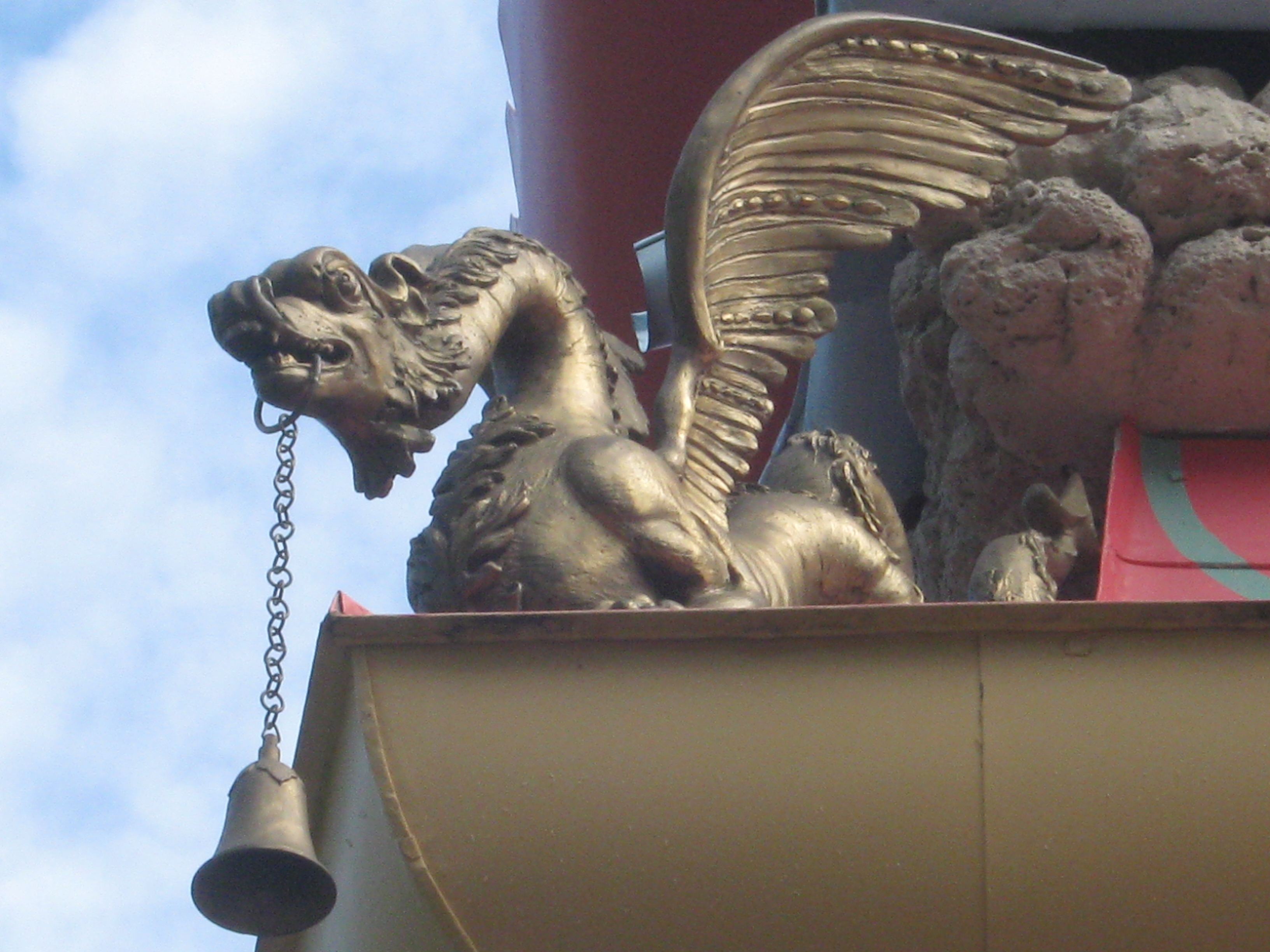
Современные драконы покрыты бронзой

Расположенный на узком перешейке между двумя живописными прудами павильон вытянут в продольном направлении. Замысел отличался многообразностью и сложностью приёмов: туфовый цоколь, фигурные оконные и дверные проёмы, причудливые капители. Кровлю в китайском стиле украшают деревянные позолоченные драконы работы П. И. Брюлло.
Работами по «убиранию Китайской беседки под цвет мрамора» в 1780 году руководил лепного дела мастер А. Бернаскони. Ему помогали мастера С. Рихтер и И. Кезберх. В 1782 году Бернаскони вёл в павильоне штукатурные работы «на подобие мрамора». Окончательный расчёт с мастерами, выполнявшими работы по внутренней и наружной отделке, произведён в 1788 году.
Над боковыми помещениями Скрипучей беседки возвышаются открытые террасы на четырехгранных столбиках, также увенчанные флюгерами. Снаружи стены беседки украшены росписью, имитирующей облицовку цветным мрамором. От широкого крыльца-террасы главного входа к воде вела сужающаяся каменная лестница из 12 ступеней.